# Burg Graß

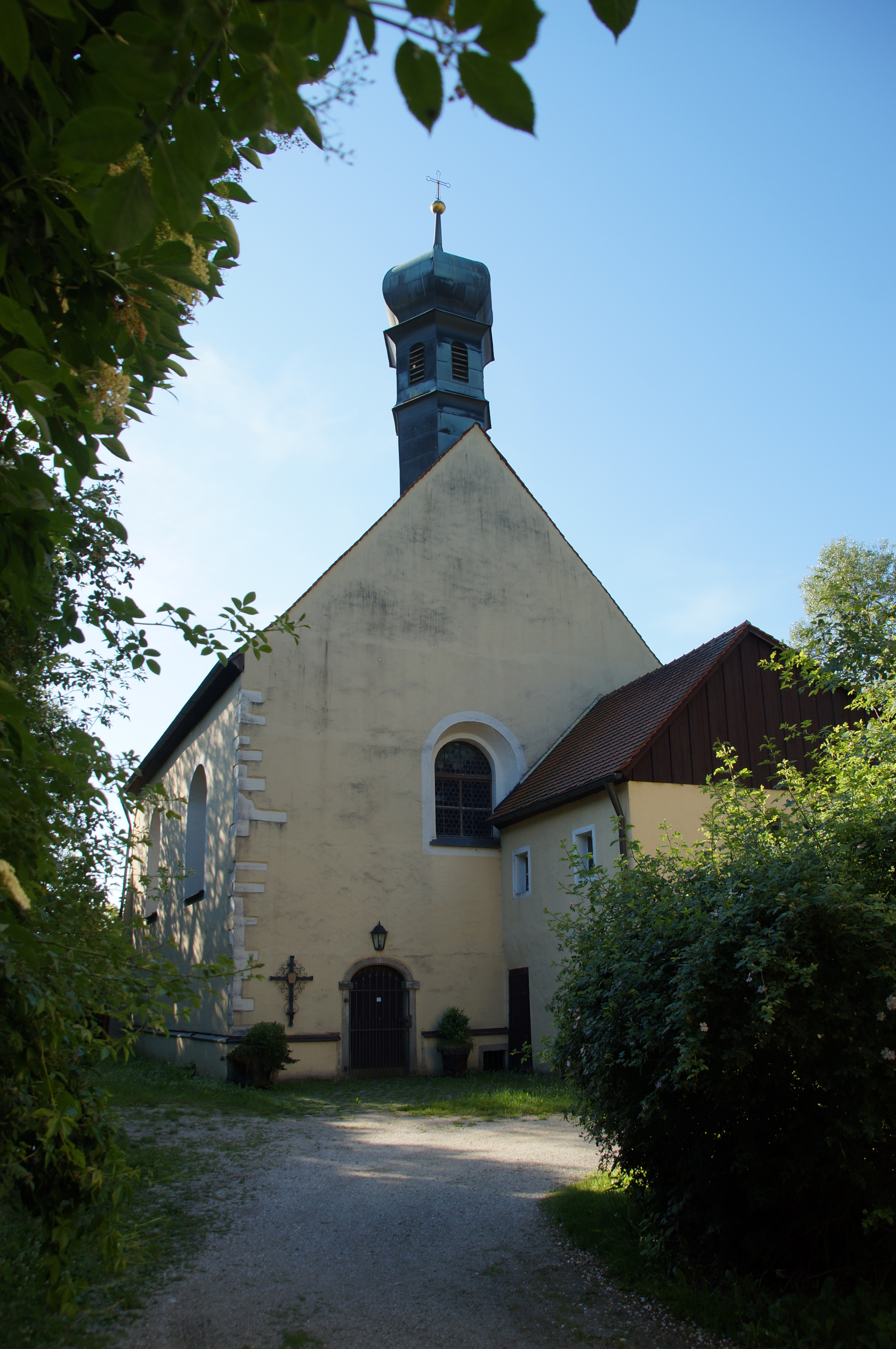
Ehem. Burgkapelle

Die ehemalige Burg Graß befand sich im Dorfgebiet (Burgweg 2) des heutigen Stadtteils Graß von Regensburg in Bayern. Die Anlage wird als Bodendenkmal unter der Aktennummer D-3-7038-0111 im Bayernatlas als „mittelalterlicher Burgstall, archäologische Befunde im Bereich der Katholischen Nebenkirche und ehemalige Burgkapelle St. Michael in Graß, darunter die Spuren von Vorgängerbauten bzw. älterer Bauphasen“ geführt.

## Geschichte
Der Name Graß wird abgeleitet von grazze, was der Bedeutung von „junges Buschwerk“ oder „Nadelgehölz“ gleichkommt.
Von 1120 bis 1271 war Graß im Besitz des Geschlechts der Grazze, mit dem am frühesten genannten Luitwin von Grazze (Luitwinstraße). Die Burg wurde wohl im 12. Jahrhundert erbaut, erwähnt wird sie Anfang des 14. Jahrhunderts. Um 1335 ging die bis dahin errichtete Burganlage, sowie Grund und Güter in den Besitz der Regensburger Patrizierfamilie Löbl über, zu erkennen an zwei Wappensteinen der Schlosskapelle. Konrad Löbl erhielt vom Rat der Stadt Regensburg die Steuerfreiheit, musste sich jedoch dazu verpflichten, Gardd nicht an einen auzman zu geben. 1396 traten die Löbls die Hälfte des Besitzes an die Patrizierfamilie Auer ab.
Aus Geldern aus dem Nachlass des Komturs Williband von Parkstein konnte die Deutschordenskommende Regensburg in zwei Teilen die Hofmark Graß erwerben. Die erste Hälfte erwarb 1396 Komtur Marquard Zöllner von Rotenstein vom Regensburger Bürger Friedrich von Au, die zweite Hälfte verkaufte 1418 Kaspar Löbl an den Komtur Johannes vom Gumppenberg. Eine Blutrache um 1425 zwischen den Rittern des Deutschen Ordens und dem Sohn des Vizedoms von Straubing, Emmeram Nothaft, brachte schwere Zeiten über den Ort. Mit der Eroberung der Burg, war Graß schutzlos, Bauern wurden geplündert und viele gefangen genommen.
Während des Dreißigjährigen Krieges um 1633/34 versank die Burg in Trümmer, da feindliche Truppen eine Schlagbrücke über den umlaufenden Ringgraben überwanden, welcher nur im Westen einen etwa vier Meter breiten Zugang hatte. Noch im Jahr 1768 war sie in diesem ruinösen Zustand erhalten. Sie wurde nicht mehr aufgebaut. Einzig die Schlosskapelle St. Michael und die Grabenanlage mit Resten der Futtermauer wohl aus dem 12. Jahrhundert blieben erhalten. Zu der Hofmark gehörten auch ca. 70 Tagwerk Wald; die hohe Jagd stand den Grafen Lerchenfeld von Gebelkofen zu, die niedere Jagd der Kommende.
Die Bauern der Gemeinde Graß blieben über Jahrhunderte Untertanen der Deutschordenskommende St. Ägid, die auf dem heutigen Ägidienplatz in der Altstadt sesshaft waren. Nach der Säkularisation wurden die Bauern verpflichtet einen Naturalzins an die Königliche Landdirektion in München zu zahlen. Noch heute dürfen die Bauern die verbliebenen Grundstücke nutzen, müssen aber aus dem Reinertrag vertraglich geregelte Anteile zur Erhaltung der verbliebenen Schlosskapelle abgeben. Diese Regelung blieb selbst nach dem freiwilligen Anschluss im Jahr 1970 nach Oberisling aufgrund des Baubeginns des Universitätsklinikums und sogar nach der Eingemeindung nach Regensburg am 1. Januar 1977 bestehen. Daher wird die ehemalige Schlosskapelle auch als Rechtlerkirche bezeichnet.

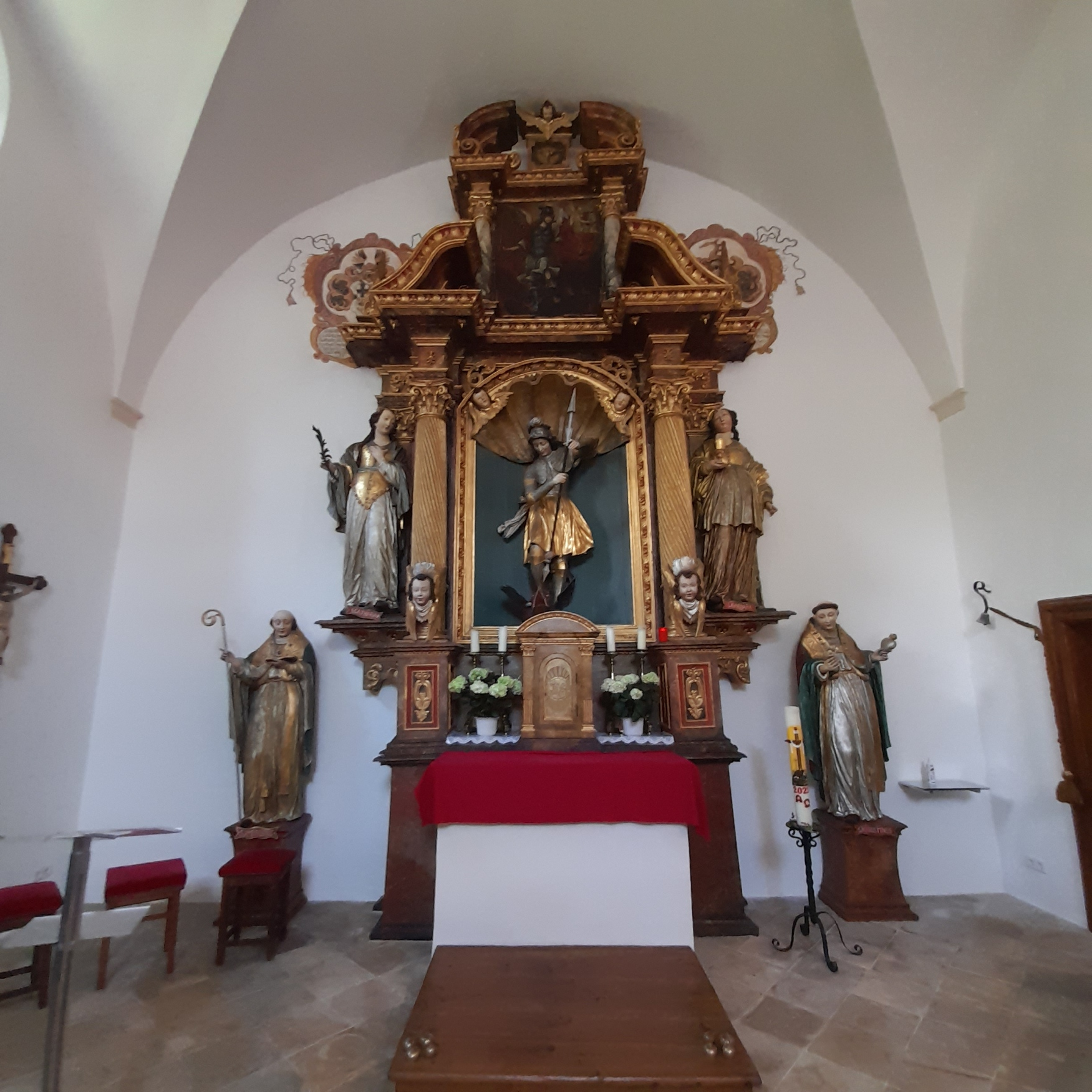

## Ehemalige Schlosskapelle und heutige katholische Nebenkirche St. Michael
Errichtet wurde die erhaltene Schlosskapelle, die dem Heiligen Michael geweiht ist im 14. Jahrhundert. Die Kirche ist ein Saalbau mit rechteckigem Chor und Dachreiter. In das Gebäude sind Teile der Ringmauer einbezogen. Daher weist die südliche Außenmauer eine relativ massive Stärke von 1,88 Meter auf. 1689 wurde die Kirche umgebaut und erhielt ein neues Tonnengewölbe. Unter dessen Konsolen haben sich noch die spitzen Schilde mit den Wappenrelikten der Löbels erhalten. Das spitzbogige Fenster im Osten wird durch den barocken Altar verdeckt. Zu den beiden Seiten des Altars befinden sich die Wappen von Johann Wilhelm von Zaha und Carl Suickard von Sickingen.
1736 wurde die Sakristei an der Südseite angebaut. Aus dieser Bauphase stammt der ausladende Keller, der mit einem Tonnengewölbe versehen ist und vermutlich auch der markante Zwiebeldachreiter. Der Altar stammt ursprünglich aus der Emmeramskirche und war 1733 ein Geschenk von Abt Anselm Godin von Tampezo. Beim Einbau des Altares wurde seitlich eine Figur aus Lindenholz beigestellt, die eine Darstellung einer lächelnden Heiligen Maria mit Jesuskind zeigte. Diese so genannte Grasser Madonna wurde im 19. Jahrhundert restaurativ ergänzt und 1922 an das Germanische Nationalmuseum verkauft.
Die Kirche gehört seit der Eingemeindung von Oberisling nach Regensburg am 1. Januar 1977 der Stadt Regensburg. Sie wurde in den 80er Jahren des letzten Jahrhunderts umfassend saniert. Auch im Jahr 2019 erfolgten Sanierungsarbeiten. Die Kirche wird als Nebenkirche der katholischen Pfarrei St. Josef Ziegetsdorf genutzt.